# Prosorhynchoides cybii
Prosorhynchoides cybii är en plattmaskart. Prosorhynchoides cybii ingår i släktet Prosorhynchoides och familjen Bucephalidae. Inga underarter finns listade i Catalogue of Life.